# ALM 980便不時着水事故
ALM 980便不時着水事故は、1970年5月2日に発生した事故。ニューヨーク・ジョン・F・ケネディ国際空港発オランダ領アンティル諸島・プリンセス・ジュリアナ国際空港行だったALM 980便が、数回の着陸復航の後に、セント・クロイ島から48キロ（30マイル）離れたカリブ海に不時着水し、23人の死者を出した。

## 飛行の詳細

### 事故機
事故機のダグラス DC-9-33CF（N935F）は、オーバーシーズ・ナショナル・エアウェイズ（以下、ONA）の所有だった。ALM アンティリアン航空（以下、ALM）は機体をONAから借り、ALMの乗務員によって運航するリース契約を結んでいた。1969年に製造されており、総飛行時間は2,505時間だった。

### 乗員乗客
980便には57人の乗客と6人の乗員が搭乗していた。乗客の内、2人は幼児だった。コックピットには機長と副操縦士、航空士が乗務していた:14。
機長は37歳の男性だった。総飛行時間は12,000時間で、DC-9では1,700時間の経験があった。副操縦士は25歳の男性だった。総飛行時間は3,500時間で、DC-9では600時間の経験があった。航空士は35歳の男性だった。総飛行時間は7,000時間で、DC-9では17時間の経験があった:14。

## 事故の経緯
980便はジョン・F・ケネディ国際空港から通常通りに離陸し、カリブ海上空を飛行していた。その後、管制官から10,000フィート（3,000m）までの降下許可を得たが、プリンセス・ジュリアナ空港の天候が悪く、視界もあまりないことを知らされた。機長は予定通りにプリンセス・ジュリアナ空港へ着陸することにし、暫くすると管制官が空港の天候が回復したと告げた:2-4。
980便は最初の進入で滑走路を視認できず、着陸復航を行った。2度目の進入は滑走路との位置が合わず、3度目は機体が高すぎ着陸できないと判断して復航した。天候と燃料の状況確認をした後、乗員はセント・トーマス島へのダイバートを決断した。この時点で、乗員は、計算した燃料残量と実際の残量に食い違いがある可能性について気づいた。乗員は、セント・トーマス島よりさらに近くにあるセント・クロイ島への着陸を試みようとしたが、結局燃料が足りなかった。機長は管制官に不時着水すると伝え、カリブ海への着水準備を開始した。現地時間15時49分に機体は不時着水した:2-4。不時着水を行うというパイロットの報告は付近を飛行するパンアメリカン航空454便なども聞いていた。
パイロットは着水前にシートベルトサインを付けたが、客室の何人は気付かなかったか、理解しなかった。その結果、乗員乗客の一部は着水時に立っていたかシートベルトをしていなかった:2-4。
機体は、着水後も変形はしなかったが、約5,000フィート（1,500m）の海中に沈んだ。パイロットはどちらも生き残っていた。ヘリコプターによる生存者の救出は、着水から約1時間半後に開始され、救助開始から1時間後に最後の生存者である副操縦士が救出された。最終的に、乗員1人と乗客22人が死亡した:2-4。
救助活動は、沿岸警備隊、海軍、海兵隊によって行われた:2-4。パンアメリカン航空の航空機が救助ヘリを現場まで案内した。

## 事故原因
国家運輸安全委員会（NTSB）によって調査が行われた。報告書では、燃料の管理不十分や、気象条件や複数の混乱によってパイロットが注意散漫になったことが事故原因とした。主に、燃料消費率の誤算、燃料ゲージの誤読、および着陸時に残ると予想した燃料量の誤りが燃料を枯渇させたと述べた。NTSBは、「この事故の原因は、燃料が無くなるまで空港への着陸を行わず、代替空港にも向かわなかったこと」だとした:11-12。
また、着水前後で乗員同士での話し合いが足りなかったために、犠牲者を増やす要因となったと述べた。報告書では、緊急着陸および脱出のチェックリストに「乗客へ警告する」こと、パブリック・アドレスを使用すること、古いタイプのシートベルトを段階的に廃止し新しいものにすることを提言した。